# Stadion Željezare
Stadion Željezare – stadion piłkarski w Nikšiciu, w Czarnogórze. Może pomieścić 2000 widzów. Swoje spotkania rozgrywa na nim drużyna FK Čelik Nikšić. Obiekt leży tuż obok stadionu miejskiego. Za główną trybuną stadionu mieści się także pełnowymiarowe boisko ze sztuczną nawierzchnią.